# 24th Special Operations Wing

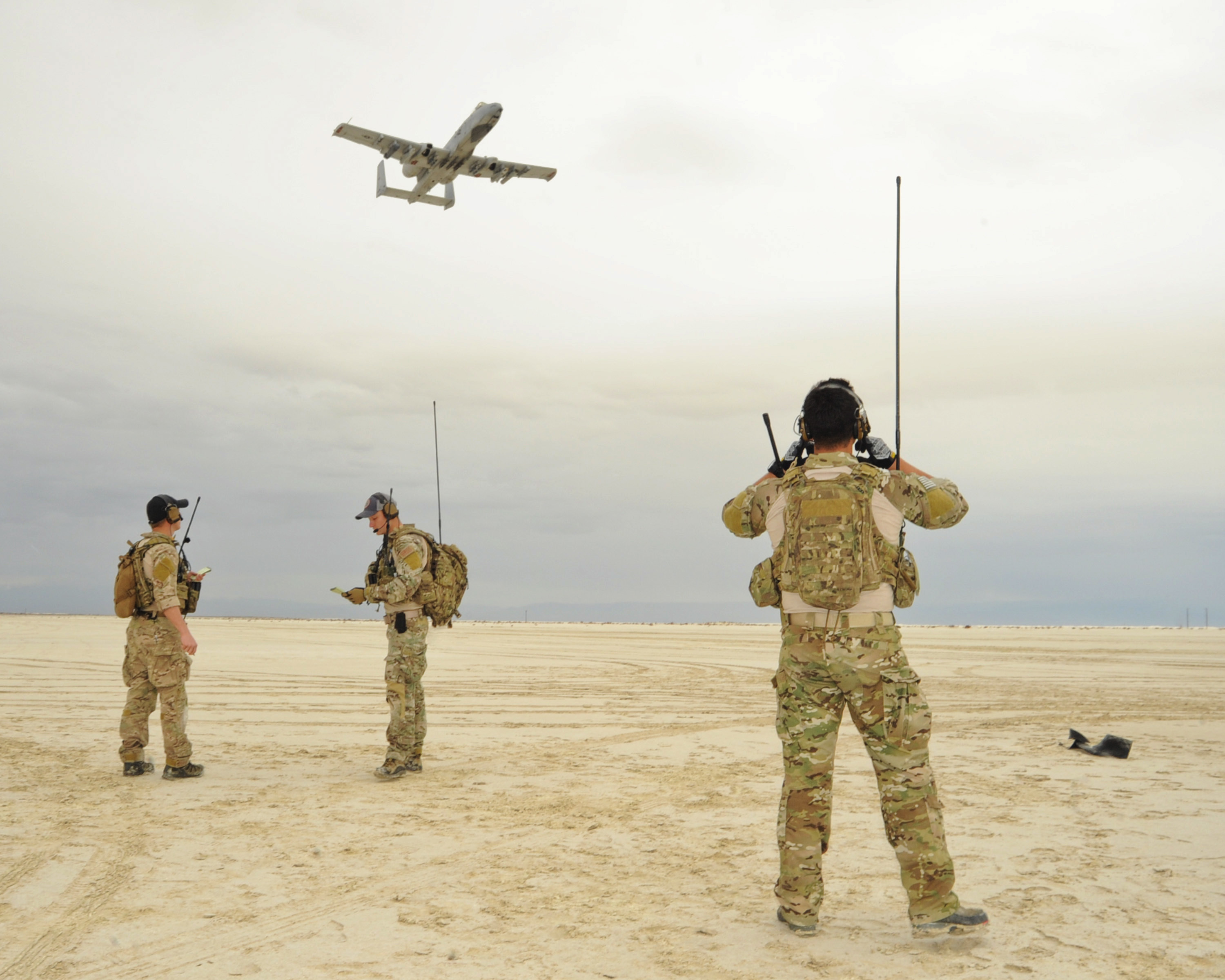
Controllori del 23rd STS

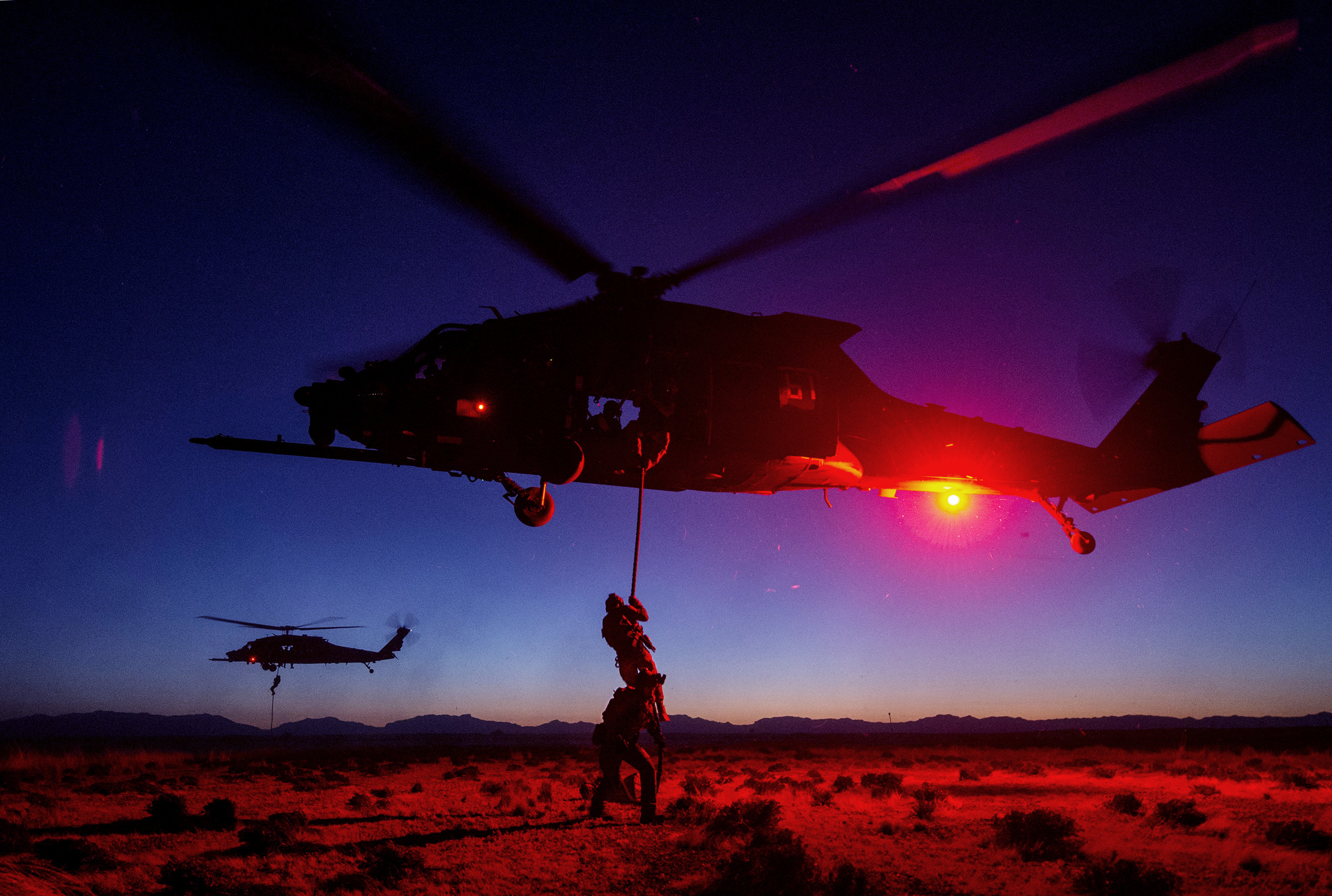
Membri del 24th STS in addestramento a Fort Bragg

Il 24th Special Operations Wing  è uno stormo di operazioni speciali dell'Air Force Special Operations Command. Il quartier generale è situato presso Hurlburt Field, Florida

## Missione
Lo stormo è l'unico reparto di tattiche speciali dell'aeronautica americana. Esso comprende ufficiali di tattiche speciali, controllori, ufficiali di recupero in combattimento, paracadutisti, ufficiali meteorologi, ufficiali di collegamento, operatori di squadra controllo aereo tattico e un numero di avieri di supporto che svolgono 58 specialità dell'aviazione. Il 24th SOW è l'unità più decorata dell'U.S.A.F., il gruppo di avieri più insignito per eroismo e coraggio dalla Guerra del Vietnam.

## Organizzazione
Attualmente, al maggio 2017, lo stormo controlla:
- 720th Special Tactics Group
  - Detachment 1
  -  17th Special Tactics Squadron, Fort Benning, Georgia
    - Operating Location A, Hunter Army Airfield, Georgia
    - Operating Location E, Joint Base Lewis-McChord, Washington

  -  21st Special Tactics Squadron, Pope Field, Carolina del Nord
  -  22nd Special Tactics Squadron, Joint Base Lewis-McChord, Washington
  -  23rd Special Tactics Squadron, Hurlburt Field, Florida
  -  26th Special Tactics Squadron, Cannon Air Force Base, Nuovo Messico
  - 720th Operations Support Squadron
- 724th Special Tactics Group, Pope Field, Carolina del Nord
  -  24th Special Tactics Squadron - componente U.S.A.F. del Joint Special Operations Command
  - 724th Operations Support Squadron
  - 724th Intelligence Squadron
  - 724th Special Tactics Support Squadron
- Special Tactics Training Squadron
- Special Operations Recruiting Liaison Operating Locations:
  - Operating Location C, HQ 24th SOW, New Cumberland, Pennsylvania
  - Operating Location D, HQ 24th SOW, Offutt Air Force Base, Nebraska
  - Operating Location G, HQ 24th SOW, Colorado Springs, Colorado
  - Operating Location H, HQ 24th SOW, Nashville, Tennessee
  - Operating Location J, HQ 24th SOW, Wright-Patterson Air Force Base, Ohio
  - Operating Location K, HQ 24th SOW, Patrick Air Force Base, Florida
  - Operating Location L, HQ 24th SOW, Des Moines, Iowa
  - Operating Location N, HQ 24th SOW, Warner-Robins Air Force Base, Georgia
  - Operating Location O, HQ 24th SOW, Milwaukee, Wisconsin